# Passeport bahreïnien
Le passeport bahreïnien est un document de voyage international délivré aux ressortissants bahreïniens, et qui peut aussi servir de preuve de la citoyenneté bahreïnienne. 

## Liste des pays sans visa ou visa à l'arrivée
France 
Allemagne 
Italie 
Japon 
Espagne